# Conjunto Arquitetônico e Paisagístico de Mucugê
O Conjunto Arquitetônico e Paisagístico da Cidade de Mucugê está localizado na cidade de Mucugê, na Chapada Diamantina, no estado da Bahia. Todo o conjunto está tombado pelo IPHAN desde 1980.
O acervo arquitetônico urbano é constituído por 300 casas térreas e 10 sobrados que são quase em sua totalidade de uso residencial. A acervo também conta com duas Igrejas e um cemitério, conhecido como "Cemitério Bizantino" que está localizado na encosta rochosa da Serra do Sincorá.

## Contexto histórico
O povoamento da região iniciou-se em meados do século XIX, pela descoberta de diamantes na localidade. Foi a primeira região onde realmente foram encontrados diamantes de valor. José Pereira Prado (Cazuza do Prado), que já era um notório "pedrista" da Chapada Diamantina, soube da descoberta de diamantes no rio Mucugê e em 1844 enviou uma caravana para a região, formando o primeiro povoamento de cerca de doze mil habitantes nas terras que pertenciam ao sargento-mor Francisco da Rocha Medrado.
Em 1847 era um povoado conhecido como freguesia de São João do Paraguaçu, depois tornou-se a vila e município denominado Santa Isabel do Paraguaçu. Em 1917, passou a ser chamada de Mucugê. Durante o apogeu da extração de diamantes, chegou a ter em torno de trinta mil habitantes. Entretanto a descoberta de diamantes em Lençóis em 1845 e depois em 1871, com a concorrência com os diamantes extraídos da África do Sul, entrou em declínio, testemunhando a redução de sua população.
A construção da Igreja de Santa Isabel foi iniciada em 1852 em terras doadas pelo Cel. Reginaldo Landulpho, com o auxílio da população liderada pelo frei Caetano de Troyria. Só passou a ser utilizada em 1855.
O Cemitério Santa Isabel foi erguido entre1853 e 1855, motivado principalmente por causa da epidemia de cólera assolou a região. À época foi criada uma comissão, liderada pelo médico Francisco de Paula Soares, para escolher o local do cemitério seguindo as regras sanitárias implementadas no século XIX. Até então, os mortos eram enterrados ou na Igreja de Santa Isabel ou na Igreja de São João Batista.

## Arquitetura

### Urbanismo
A planta da cidade de Mucugê em formato “L”, apresenta duas igrejas situadas nas extremidades e uma praça em seu centro que é ligada pela Rua Direita do Comércio, que segue paralela ao riacho Mucugê. Devido a expansão urbana, a faixa de terrenos planos imprensados entre o núcleo original, as cercas de pedra e a escarpa onde se localiza o cemitério de Santa Isabel, foram usadas para a construção de novas residências e edifícios públicos que não puderam ser instalados nos imóveis coloniais.
As suas ruas e praças são compostas de pedras ou paralelepípedos compondo vias de trajetos irregulares, com jardins e canteiros bem floridos.

### Arquitetura
Sua arquitetura é predominantemente colonial português, datada do fim do século XVIII. Os casarões assim como o cemitério foram edificados em sua maioria em adobe ou pedra.
A igreja Matriz de Santa Isabel possui uma nave central e duas laterais, com um coro em formato de "U". Segundo IPAC, é considerada uma edificação inacabada por ter somente os alicerces da capela-mor e a sacristia também não ter sido finalizada.
O conjunto arquitetônico com a maioria das casas térreas, possui alguns exemplares de sobrados, como a edificação ocupada pela Prefeitura de Mucugê, com dois pavimentos mais um mirante, o sobrado situado à Praça Coronel Propércio, também com dois pavimentos e mirante, porém o mirante possui telhado duas águas, e o sobrado à esquina da Rua do Comércio com a Praça Coronel Propércio, edificação esta de grandes proporções, com dois pavimentos e sete portas em cada andar, em uma fachada de estilo neoclássico tardio.
O Cemitério Santa Isabel, também conhecido como "Cemitério Bizantino", localiza-se na encosta da Serra do Sincorá e seus túmulos apresentam uma variedade de estilos com elementos góticos. Muitos são similares à pequenas capelas e igrejas com campanários, outros apresentam arcos ornamentais, pintadas em branco, remetem às edificações mediterrâneas, outros ainda em formato de pirâmides. O cemitério também se caracteriza por não possuir esculturas.